# Горга (Аліканте)
Горга (валенс. Gorga, ісп. Gorga) — муніципалітет в Іспанії, у складі автономної спільноти Валенсія, у провінції Аліканте. Населення — 270 осіб (2022).

## Географія
Муніципалітет розташований на відстані близько 340 км на південний схід від Мадрида, 42 км на північ від Аліканте.

## Демографія
Динаміка населення (INE ):